# Alix van Hessen-Darmstadt
Victoria Alix Helena Louise Beatrice van Hessen-Darmstadt (Darmstadt, 6 juni 1872 — Jekaterinenburg, 17 juli 1918) was de laatste tsarina van Rusland. Nadat ze bekeerd was tot de Russisch-Orthodoxe Kerk om met de latere tsaar Nicolaas II van Rusland te kunnen trouwen, droeg ze de naam Alexandra Fjodorovna (Russisch: Александра Фёдоровна). Alexandra werd in 1918 met haar echtgenoot en kinderen door de bolsjewieken vermoord. Alexandra en haar gezin werden in 2000 door de Russisch-Orthodoxe Kerk tot strastoterpets verklaard.

## Jeugd
Prinses Alix werd op 6 juni 1872 te Darmstadt, een stad in het huidige Duitsland, geboren als het zesde kind van groothertog Lodewijk IV van Hessen-Darmstadt en Alice van Saksen-Coburg en Gotha, de tweede dochter van koningin Victoria van het Verenigd Koninkrijk. Alix is vernoemd naar alle dochters van koningin Victoria in de juiste volgorde: Victoria, Alice (haar moeder), Helena, Louise en Beatrice. De naam Alice was moeilijk uit te spreken in het Duits en werd daarom veranderd in het beter uit te spreken Alix. Prinses Alix werd op 1 juli, de trouwdag van haar ouders, luthers gedoopt. De doopgetuigen waren onder anderen de Britse kroonprins Edward en zijn echtgenote Alexandra, de Russische tsarevitsj Alexander en zijn echtgenote Maria Fjodorovna (de toekomstige schoonouders van Alix) en de Britse prinses Beatrice. Zij had drie oudere zussen: Victoria (1863-1950), Elizabeth (1864-1918) en Irene (1866-1953). Ze had twee oudere broers: Ernst Lodewijk (1868-1937) en Frederik (1870-1873). Ook had ze een jonger zusje: Marie (1874-1878).
Haar moeder nam haar kinderen vaak mee naar haar familie in het Verenigd Koninkrijk en Alix bracht daardoor veel tijd door op Balmoral Castle in Schotland en Osborne House op het eiland Wight. Alix was een heel vrolijk kind in haar jonge jaren, en kreeg al snel de bijnaam "Sunny". Dit veranderde toen ze op zesjarige leeftijd haar moeder verloor. Ze werd erg somber en trok zich meer in zichzelf terug. Na de dood van haar moeder kreeg ze een erg hechte band met haar grootmoeder, koningin Victoria: er werd dan ook vaak gezegd dat Alix het favoriete kleinkind van de koningin was.

## Huwelijk

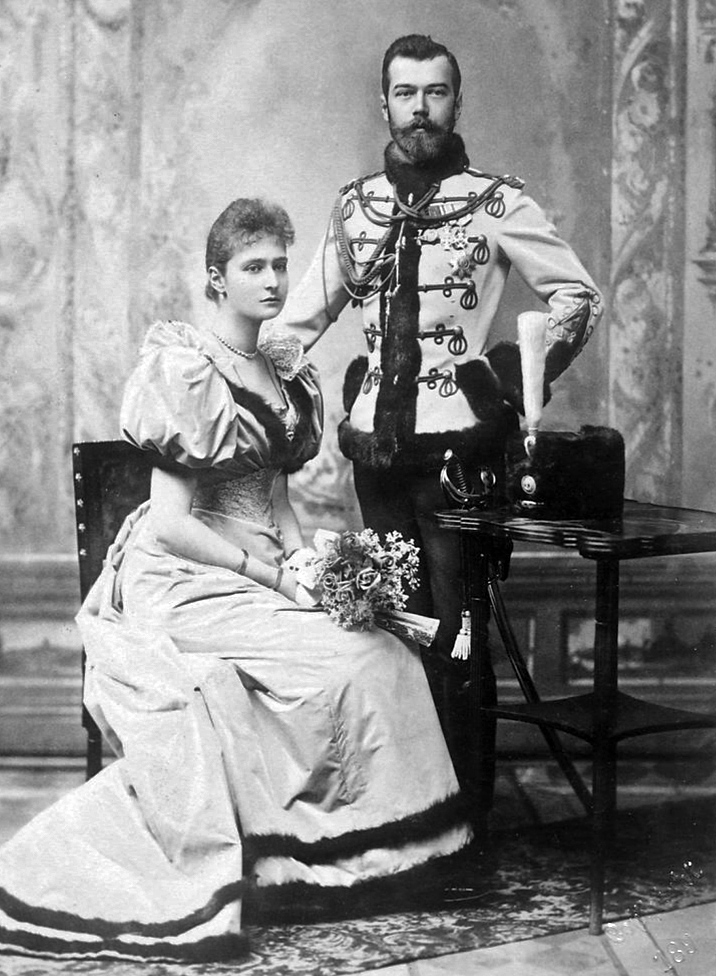
Alexandra met haar toekomstige echtgenoot, Nikolaj. Deze foto werd in 1894 gemaakt, het paar was toen pas verloofd.

Toen Alix twaalf jaar oud was, trouwde haar zus Elisabeth met de Russische grootvorst Sergej Aleksandrovitsj, de vijfde zoon van de overleden tsaar Alexander II. Tijdens het huwelijk van haar zus ontmoette Alix haar grote liefde: tsarevitsj Nicolaas. In de jaren daarna kreeg ze verschillende huwelijksaanzoeken, waaronder een aanzoek van prins Albert Victor, hertog van Clarence, de oudste zoon van het Brits kroonprinselijk paar Eduard en Alexandra. Ondanks de grote druk van haar familie weigerde Alix ook met hem te trouwen.
Koningin Victoria was echter fel tegen een huwelijk met de Russische Nicolaas; ze wilde niet dat Alix zo ver weg zou gaan wonen. Ook de ouders van Nicolaas zagen een huwelijk tussen de twee niet zitten; Alix was immers niet Russisch-Orthodox en Nicolaas' moeder, tsarina Maria Fjodorovna, was bang haar invloed op haar oudste zoon te verliezen aan Alix. Maar het ging slecht met de gezondheid van tsaar Alexander III: Nicolaas zou zijn vader over niet al te lange tijd opvolgen en had dus een echtgenote nodig. Onder die druk gaven Nicolaas' ouders uiteindelijk toch toestemming voor het huwelijk en ook koningin Victoria ging uiteindelijk overstag.
Alix bekeerde zich tot het Russisch-Orthodoxe geloof en nam de naam “Alexandra Fjodorovna” aan. In april 1894 werd de verloving tussen Nicolaas en Alexandra bekendgemaakt. In november van datzelfde jaar stierf tsaar Alexander III en volgde Nicolaas hem op als tsaar Nicolaas II van Rusland. De familie was nog in de rouw, toen Nicolaas en Alexandra op 26 november 1894 in het Winterpaleis te Sint-Petersburg elkaar het jawoord gaven.

## Tsarina Alexandra
Op 15 november 1895 beviel Alexandra van haar eerste kind: Olga Nikolajevna. In datzelfde jaar werden Nicolaas en Alexandra officieel gekroond tijdens een grote ceremonie in Moskou. Ter gelegenheid van de kroning werd vier dagen later namens het keizerlijke paar eten en drinken uitgedeeld aan 400.000 Russen; tijdens dit diner kwamen ongeveer 1300 mensen om in het gedrang. Dit werd door velen beschouwd als een slecht voorteken voor Nicolaas' regering.
Tot genoegen van haar schoonmoeder, de populaire oud-tsarina Maria Fjodorovna, was Alexandra niet populair aan het Russische hof en bij de bevolking. Ook kreeg ze door de slechte band met haar schoonmoeder geen goede relatie met de rest van de keizerlijke familie. Alexandra verlangde vaak terug naar de intimiteit van het kleine hof in Darmstadt en naar haar familie in Engeland. Toch was Alexandra gelukkig; ze was getrouwd met de man van wie ze hield, en had een fijn gezinsleven. Na de geboorte van grootvorstin Olga volgden nog drie dochters. Alexandra was dol op haar dochters, al had ze graag ook een zoon, een opvolger, voor haar man gehad.

## Kinderen
Uit het huwelijk van Alexandra en Nicolaas II werden vijf kinderen geboren, vier dochters en een zoon:
| Afbeelding | Naam                   | Geboren          | Overleden    | Bijzonderheden                                                                                                 |
| ---------- | ---------------------- | ---------------- | ------------ | --- |
|            | Grootvorstin Olga      | 15 november 1895 | 17 juli 1918 | Was enige tijd in beeld als huwelijkskandidaat van prins Carol van Roemenië.                                   |
|            | Grootvorstin Tatjana   | 29 mei 1897      | 17 juli 1918 | De favoriet van haar ouders.                                                                                   |
|            | Grootvorstin Maria     | 14 juni 1899     | 17 juli 1918 | Was enige tijd in beeld als huwelijkskandidaat voor prins Louis Mountbatten.                                   |
|            | Grootvorstin Anastasia | 5 juni 1901      | 17 juli 1918 | Het meest beroemde kind van Alexandra en Nicolaas II.                                                          |
|            | Tsarevitsj Aleksej     | 12 augustus 1904 | 17 juli 1918 | Troonopvolger van het Keizerrijk Rusland. Leed net zoals Alexandra's broer, Frederik, aan de ziekte hemofilie. |

## Een erfgenaam
Hoe meer dochters er werden geboren, hoe groter de vraag naar een zoon werd. Dit werd alleen maar versterkt toen Nicolaas' broer en opvolger George Aleksandrovitsj in 1899 stierf aan tuberculose. Nicolaas' laatste broer, grootvorst Michaël Aleksandrovitsj, werd toen de nieuwe tsarevitsj. Alexandra kon niet aan haar plicht als tsarina voldoen, namelijk een zoon baren, en haar geestelijke gezondheid ging erg achteruit. De tsarina was erg religieus en ging vaak naar de kerk, waar ze bad om een zoon. Op die manier kwam ze in aanraking met mystieke priesters. Deze gaven haar hoop op een zoon en hadden daardoor een grote invloed op de tsarina, die deze 'heiligen' aanbad.

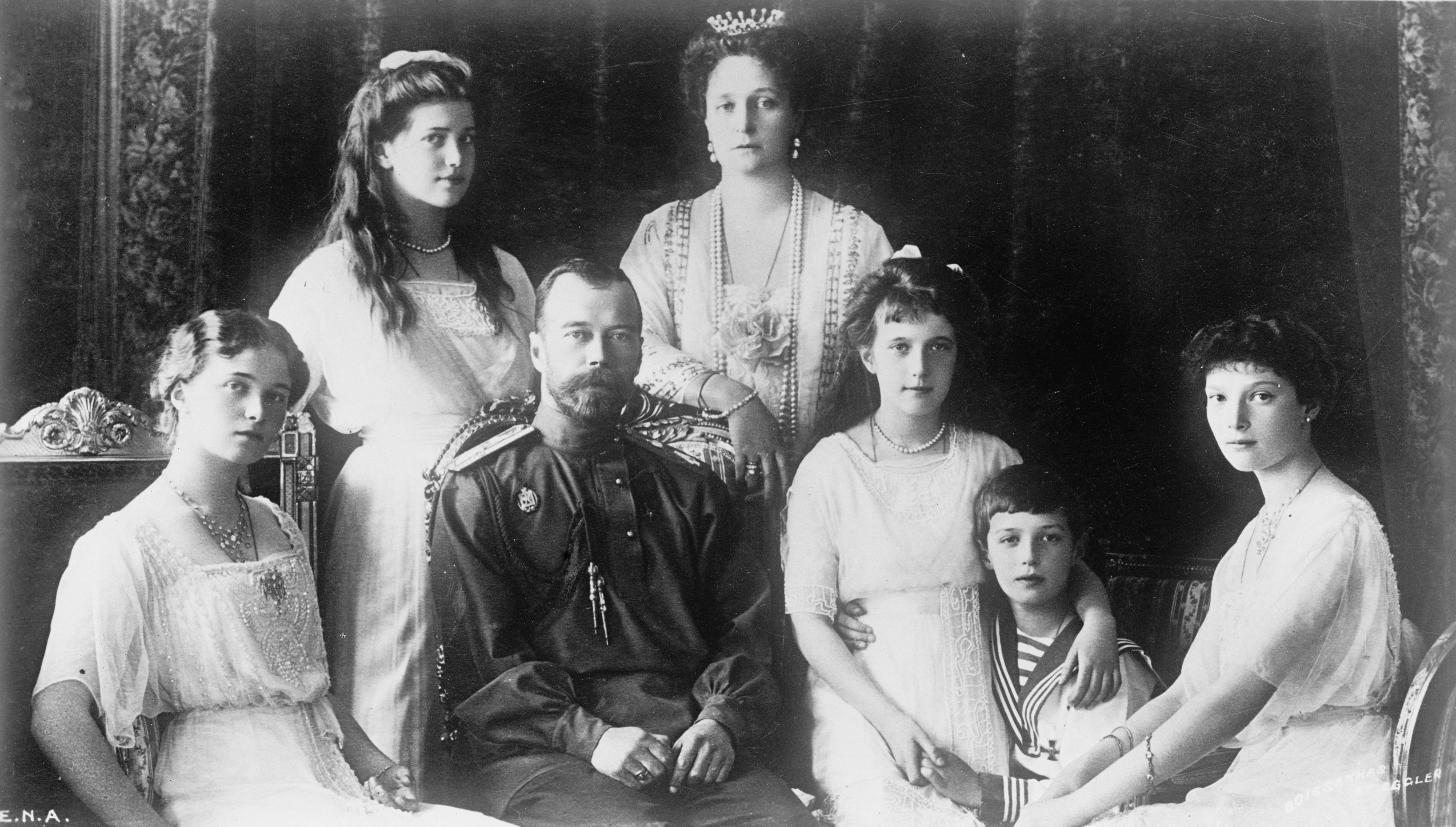
De familie van Alexandra in 1914. Van links naar rechts, grootvorstin Olga, grootvorstin Maria, tsaar Nikolaj II, tsarina Alexandra, grootvorstin Anastasia, tsarevitsj Aleksej en grootvorstin Tatjana.

Het was een grote opluchting toen Alexandra voor de vijfde keer zwanger raakte en op 12 augustus 1904 van een zoon, Aleksej, beviel. De vreugde rondom deze geboorte was echter van korte duur; al snel bleek dat de tsarevitsj leed aan de bloederziekte hemofilie. Alexandra had al eerder haar broer Frederik en haar oom Leopold aan deze erfelijke ziekte verloren. Via koningin Victoria was de ziekte overgedragen aan Victoria's zoon Leopold en haar dochters Alice en Beatrice, waardoor de ziekte verschillende koninklijke huizen had getroffen. In die tijd was er vrijwel niets te doen tegen hemofilie en stierven de meesten patiënten aan de gevolgen van deze ongeneeslijke ziekte: Nicolaas' enige zoon zou dus nooit volwassen worden. Hierom hielden Nicolaas en Alexandra de ziekte verborgen voor het volk.

## Raspoetin
Alexandra wendde zich tot de Russische artsen, maar deze konden haar niet helpen. Ze was wanhopig en zocht naar hulp in het mystieke circuit. Op die manier kwam ze in contact met de gebedsgenezer Grigori Raspoetin. Hij beloofde de tsarina haar zoon te genezen en zij geloofde dat maar al te graag. Op onverklaarbare wijze boekte Raspoetin inderdaad vooruitgang; hij wist de tsarevitsj een aantal keer te genezen. Zo wist Raspoetin Alexandra’s vertrouwen te winnen en vergaarde hij via haar veel politieke macht. Omdat het volk niets van Aleksejs ziekte wist, stonden zij zeer wantrouwend tegenover de relatie van Raspoetin en Alexandra, en kreeg de gebedsgenezer een slechte reputatie.

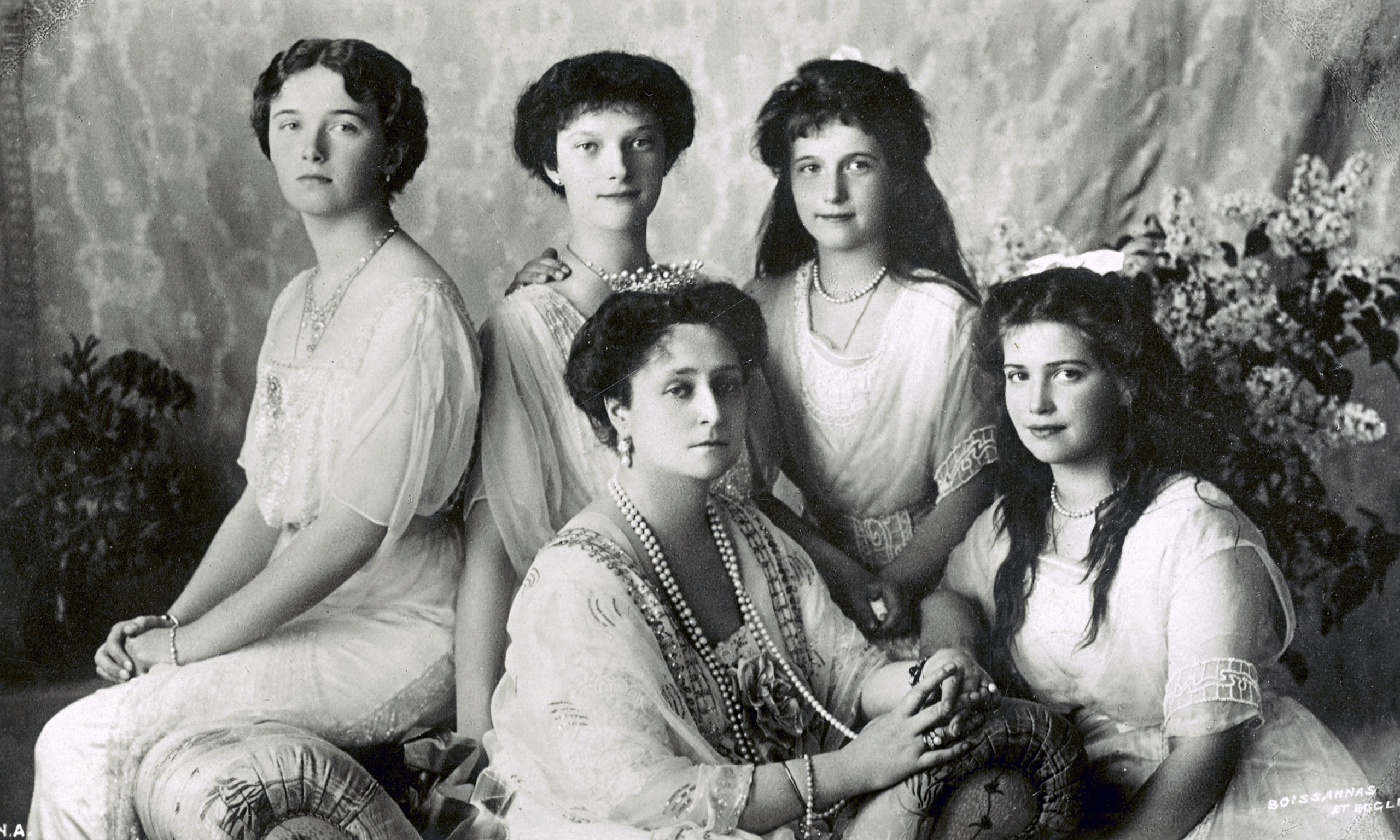
Alexandra en haar dochters in 1913

De uitbraak van de Eerste Wereldoorlog was voor het gezin van de tsaar, en dan vooral voor Alexandra, een grote schok. Alexandra's broer Ernst Lodewijk van Hessen-Darmstadt was namelijk een Duitse groothertog, waardoor broer en zus recht tegenover elkaar stonden in deze oorlog. Ook was Alexandra verwant aan de Duitse keizer, Wilhelm II. Deze situatie deed Alexandra’s reputatie ook geen goed en de wildste verhalen deden de ronden; zo zou Alexandra collaboreren met de Duitsers en voor hen spioneren aan het Russische hof. Het tegendeel was waar; de tsarina en haar twee oudste dochters zetten zich in voor verschillende ziekenhuizen en veldhospitalen, en behaalden daarvoor een zusterdiploma.
Toen de tsaar in 1915 naar het front ging, stond Alexandra aan het hoofd van de regering. Ze wist zich echter geen raad met die macht en ging vooral af op de adviezen van Raspoetin, tot ongenoegen van het volk. De burgers waren er heilig van overtuigd dat de relatie tussen Alexandra en Raspoetin puur seksueel was. De adel wist wel beter, maar was ook niet blij met de macht van de gebedsgenezer. Nadat Alexandra vele malen was verzocht haar banden met Raspoetin te verbreken, werd hij in 1916 vermoord door prins Felix Joesoepov (gehuwd met een nicht van de tsaar) en groothertog Dimitri Pavlovitsj (een kleinzoon van tsaar Alexander II).

## Revolutie
De Eerste Wereldoorlog zorgde voor veel onrust in Rusland. Toen het Russische leger werd gemobiliseerd waren veel burgers voor de Russische deelname aan de Eerste Wereldoorlog. Maar het leger behaalde weinig successen en in 1917 waren er ruim zes miljoen Russische soldaten om het leven gekomen. Ook met de economie ging het slecht; er waren grote tekorten aan onder andere voedsel en brandstof. Tot grote onvrede onder de arme burgers ging het voedsel dat er was naar het leger en werd de schaarste onder het volk groter. Daardoor ontstonden voedselrellen en opstanden, die gewelddadig werden onderdrukt door het leger van de tsaar. Honderden mensen kwamen hierbij om het leven of raakten gewond. Dit zorgde alleen voor meer onvrede en in 1917 sloegen de voedselrellen om in politieke opstanden. Het Russische volk projecteerde zijn haat op de tsaar en zijn familie; de tsaar had immers zijn garde op zijn eigen burgers afgestuurd. Dit was enkel een directe aanleiding, waar het volk al lang op had gewacht; de tsarenfamilie was al langer impopulair, onder andere vanwege de Duitse afkomst van tsarina Alexandra en haar band met de vermoorde Raspoetin.
Op 23 februari 1917 (juliaanse kalender) begon in Moskou een spontane volksopstand, die het begin was van de eerste fase van de Russische Revolutie. Hoewel de tsaristische garde tot dan toe elke opstand had neergeslagen, gebeurde dat deze keer niet. Integendeel, soldaten van de garde schoten hun eigen officieren neer en deden met de opstand mee. Een week later, op 2 maart, deed Nicolaas gedwongen afstand van de troon ten gunste van zijn broer Michael. De nieuwe regering van Rusland nam Nicolaas, Alexandra en hun kinderen gevangen. Ze kregen in eerste instantie 'huisarrest' in hun paleis in Tsarskoje Selo, maar werden daarna overgebracht naar het kleine stadje Tobolsk in Siberië. Toen in november 1917 de bolsjewieken aan de macht kwamen, werd het gezin met enkele bedienden overgebracht naar Jekaterinenburg in de Oeral. In de nacht van 16 op 17 juli 1918 werden Alexandra en haar gezin in de kelder van het Ipatjev-huis door een vuurpeloton doodgeschoten door commandant Jakov Joertovski en tien soldaten.

## Identificatie en begrafenis
Na de moord werden de lijken onherkenbaar gemaakt en begraven. In het begin van de jaren negentig, na de val van de Sovjet-Unie, ging men aan de hand van een geheim rapport van Joertovski op zoek naar de lichamen. Slechts vijf lijken werden gevonden; de twee ontbrekende lichamen waren van een van de dochters (Maria) en van Aleksej. Later werden evenwel de lichamen van tsjarevitch Aleksej en grootvorstin Maria gevonden. Onderzoek heeft uitgewezen dat het daadwerkelijk om de twee laatste tsarenkinderen ging. Alexandra en de kinderen werden geïdentificeerd met behulp van DNA van prins Philip van Edinburgh (een kleinzoon van Alexandra's zus Victoria) en Nicolaas onder andere met behulp van DNA van het lichaam van zijn aan tuberculose gestorven broer George.
De lichamen werden in 1998 bijgezet in de crypte van de keizerlijke familie in de Petrus-en-Pauluskathedraal in Sint-Petersburg, tachtig jaar na de executie. Op 14 augustus 2000 werden enkele leden van de Romanov-familie door de Russisch-Orthodoxe Kerk gecanoniseerd: Nicolaas, Alexandra en hun kinderen werden tot strastoterpets verklaard. De Russisch-Orthodoxe Kerk in het Buitenland had dit in 1978 al gedaan. Haar feestdag is op 4 juli.

## Galerij
Hieronder enkele foto's van belangrijke mensen in het leven van tsarina Alexandra.

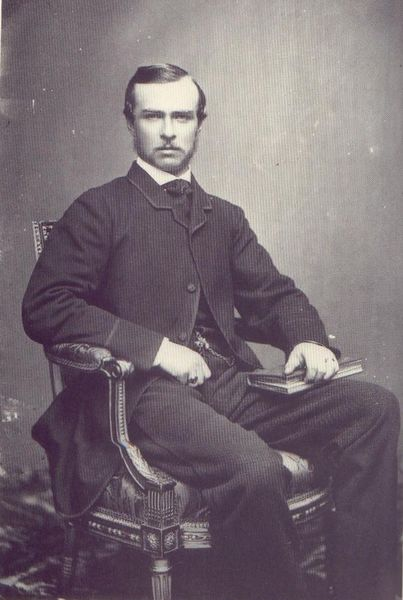
Haar vader, groothertog Lodewijk IV van Hessen-Darmstadt. Hij was van 1877 tot zijn dood in 1892 groothertog van Hessen-Darmstadt. Hij was een goede vriend van keizer Frederik III van Duitsland, de latere man van prinses Victoria, de oudste zus van Alexandra's moeder Alice.
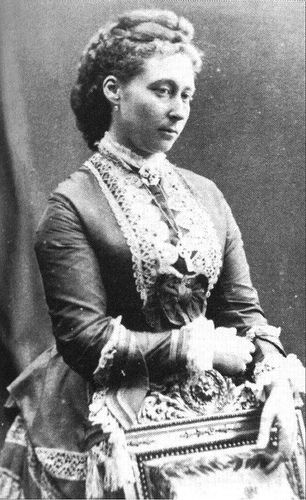
Haar moeder, groothertogin Alice van het Verenigd Koninkrijk. Zij stierf in 1878 op 35-jarige leeftijd aan difterie. Ook haar jongste dochter Marie overleed hieraan. Draagster van de ziekte hemofilie die Alexandra uiteindelijk op haar zoon overdroeg.
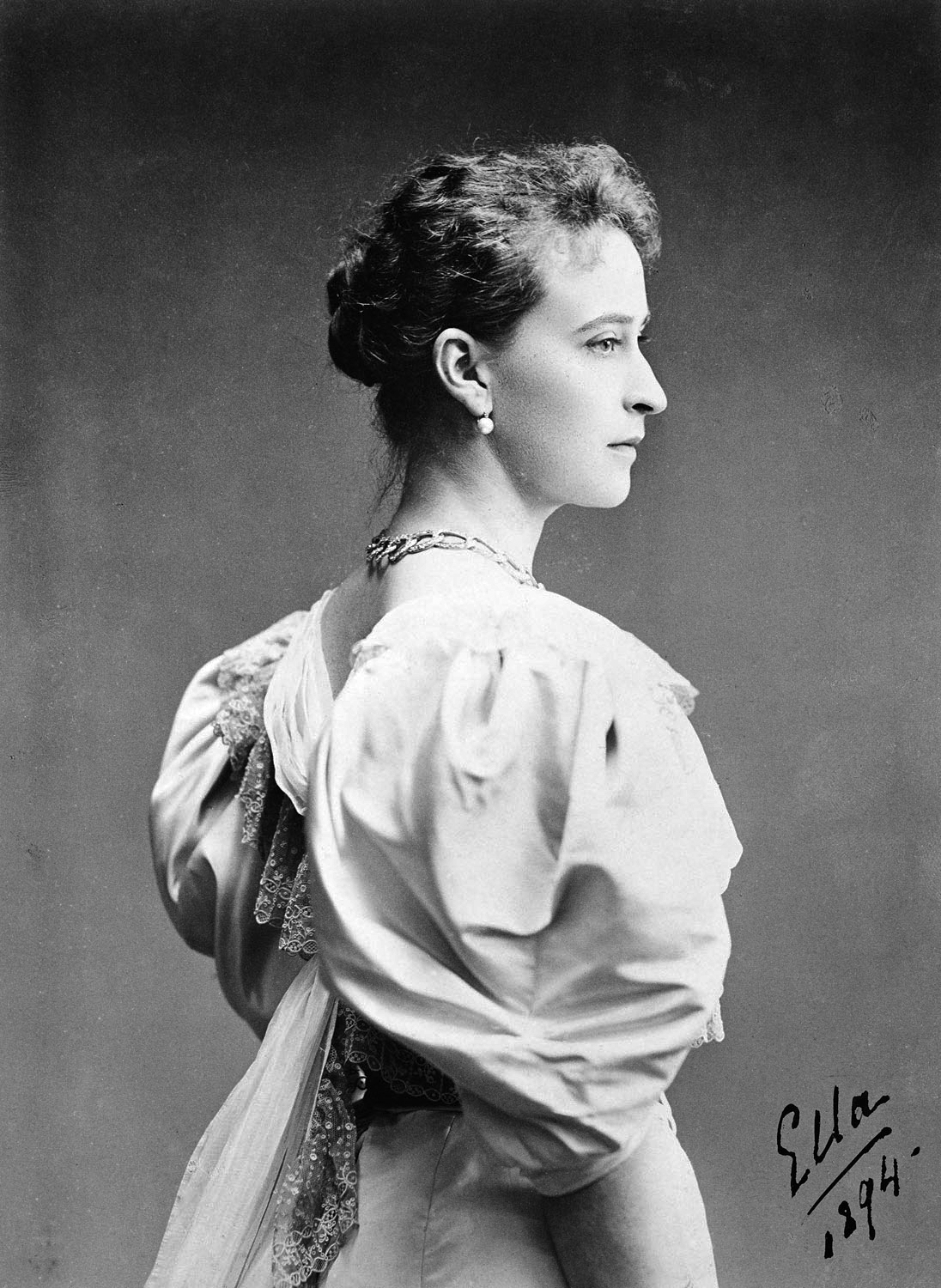
Haar zus, Elizabeth, die eveneens door haar huwelijk toetrad tot de familie Romanov, als vrouw van grootvorst Sergej Aleksandrovitsj, een zoon van tsaar Alexander II. Zij werd net als Alexandra vermoord door de bolsjewieken. Haar leven eindigde op 18 juli 1918. Haar echtgenoot was in 1905 al vermoord.
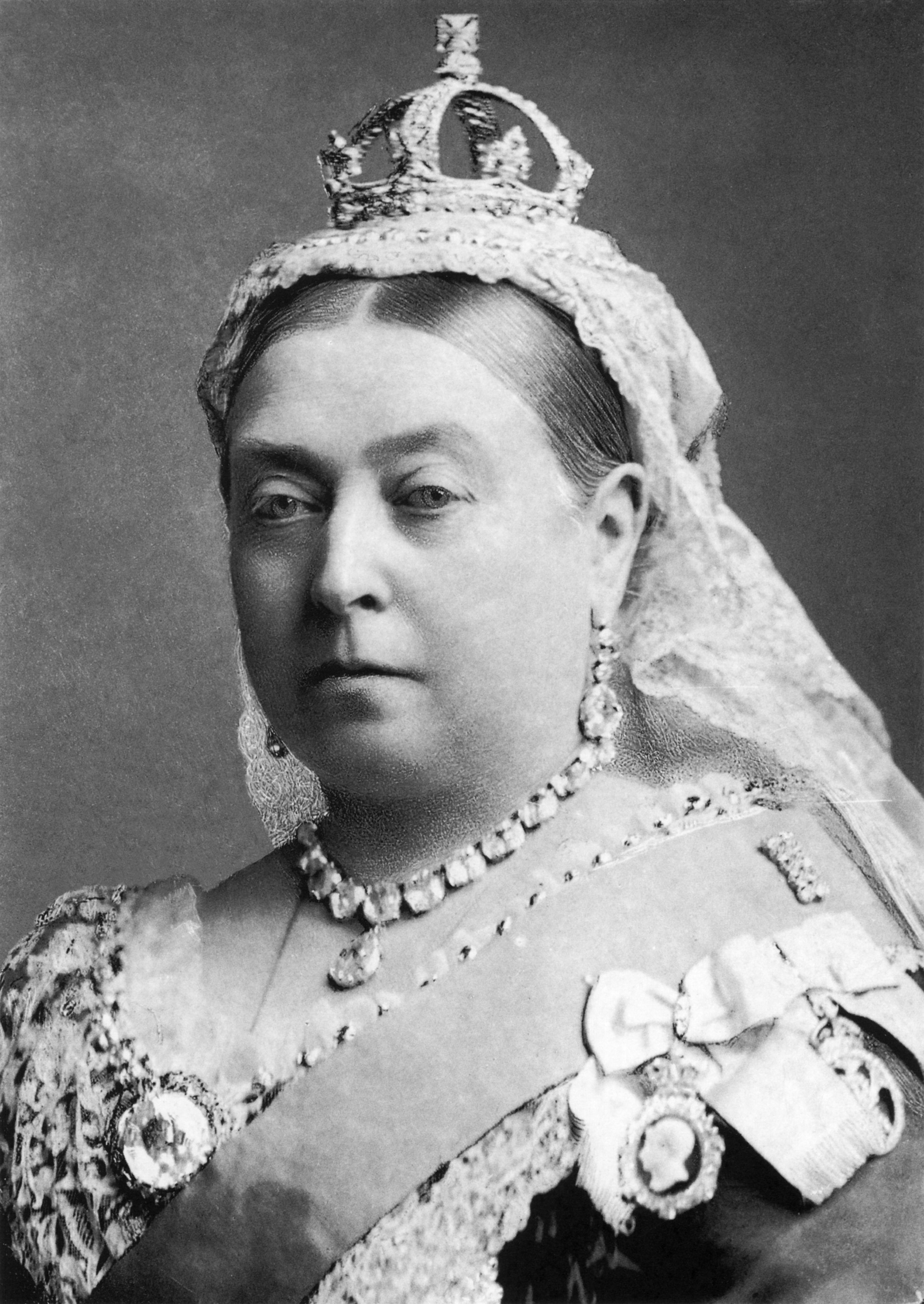
Haar grootmoeder, koningin Victoria (1837-1901). Kort na de geboorte van grootvorstin Olga brachten Alexandra en Nicolaas II een bezoek aan Victoria. Ook hadden ze toen een ontmoeting met Edward, de prins van Wales, en met prinses Alexandra, een zus van Nicolaas' moeder, de keizerin-moeder Maria Fjodorovna.

## Titels
- Hare Groothertogelijke Hoogheid Prinses Alix van Hessen-Darmstadt
- Hare Keizerlijke Hoogheid Grootvorstin Alexandra Fjodorovna van Rusland
- Hare Keizerlijke Majesteit Tsarina Alexandra Fjodorovna van Rusland

## Kwartierstaat
| Lodewijk II van Hessen-Darmstadt (1777-1848)    | Lodewijk II van Hessen-Darmstadt (1777-1848)    | Lodewijk II van Hessen-Darmstadt (1777-1848)    | Lodewijk II van Hessen-Darmstadt (1777-1848)    | Lodewijk II van Hessen-Darmstadt (1777-1848)    | Lodewijk II van Hessen-Darmstadt (1777-1848)    | Wilhelmina van Baden (1788-1836)       | Wilhelmina van Baden (1788-1836)       | Wilhelmina van Baden (1788-1836)           | Wilhelmina van Baden (1788-1836)           | Wilhelmina van Baden (1788-1836)             | Wilhelmina van Baden (1788-1836)             |                                              |                                              | Willem van Pruisen (1783-1851)               | Willem van Pruisen (1783-1851)               | Willem van Pruisen (1783-1851)         | Willem van Pruisen (1783-1851)         | Willem van Pruisen (1783-1851)         | Willem van Pruisen (1783-1851)         | Marie Anne Amalie van Hessen-Homburg (1785-1846) | Marie Anne Amalie van Hessen-Homburg (1785-1846) | Marie Anne Amalie van Hessen-Homburg (1785-1846) | Marie Anne Amalie van Hessen-Homburg (1785-1846) | Marie Anne Amalie van Hessen-Homburg (1785-1846) | Marie Anne Amalie van Hessen-Homburg (1785-1846) |                                                 |                                                 | Ernst I van Saksen-Coburg en Gotha (1784-1844)  | Ernst I van Saksen-Coburg en Gotha (1784-1844)  | Ernst I van Saksen-Coburg en Gotha (1784-1844) | Ernst I van Saksen-Coburg en Gotha (1784-1844) | Ernst I van Saksen-Coburg en Gotha (1784-1844) | Ernst I van Saksen-Coburg en Gotha (1784-1844) | Louise van Saksen-Gotha-Altenburg (1800-1831) | Louise van Saksen-Gotha-Altenburg (1800-1831) | Louise van Saksen-Gotha-Altenburg (1800-1831) | Louise van Saksen-Gotha-Altenburg (1800-1831) | Louise van Saksen-Gotha-Altenburg (1800-1831) | Louise van Saksen-Gotha-Altenburg (1800-1831) |                                              |                                              | Eduard August van Kent (1767-1820)           | Eduard August van Kent (1767-1820)           | Eduard August van Kent (1767-1820)               | Eduard August van Kent (1767-1820)               | Eduard August van Kent (1767-1820)               | Eduard August van Kent (1767-1820)               | Victoire van Saksen-Coburg-Saalfeld ((1786-1861) | Victoire van Saksen-Coburg-Saalfeld ((1786-1861) | Victoire van Saksen-Coburg-Saalfeld ((1786-1861) | Victoire van Saksen-Coburg-Saalfeld ((1786-1861) | Victoire van Saksen-Coburg-Saalfeld ((1786-1861) | Victoire van Saksen-Coburg-Saalfeld ((1786-1861) |  |  |  |  |  |  |  |  |  |  |  |  |  |  |  |  |  |  |  |  |  |  |  |  |  |  |  |  |  |  |  |  |  |  |  |  |  |  |  |  |  |  |  |  |  |  |  |  |
| Lodewijk II van Hessen-Darmstadt (1777-1848)    | Lodewijk II van Hessen-Darmstadt (1777-1848)    | Lodewijk II van Hessen-Darmstadt (1777-1848)    | Lodewijk II van Hessen-Darmstadt (1777-1848)    | Lodewijk II van Hessen-Darmstadt (1777-1848)    | Lodewijk II van Hessen-Darmstadt (1777-1848)    | Wilhelmina van Baden (1788-1836)       | Wilhelmina van Baden (1788-1836)       | Wilhelmina van Baden (1788-1836)           | Wilhelmina van Baden (1788-1836)           | Wilhelmina van Baden (1788-1836)             | Wilhelmina van Baden (1788-1836)             |                                              |                                              | Willem van Pruisen (1783-1851)               | Willem van Pruisen (1783-1851)               | Willem van Pruisen (1783-1851)         | Willem van Pruisen (1783-1851)         | Willem van Pruisen (1783-1851)         | Willem van Pruisen (1783-1851)         | Marie Anne Amalie van Hessen-Homburg (1785-1846) | Marie Anne Amalie van Hessen-Homburg (1785-1846) | Marie Anne Amalie van Hessen-Homburg (1785-1846) | Marie Anne Amalie van Hessen-Homburg (1785-1846) | Marie Anne Amalie van Hessen-Homburg (1785-1846) | Marie Anne Amalie van Hessen-Homburg (1785-1846) |                                                 |                                                 | Ernst I van Saksen-Coburg en Gotha (1784-1844)  | Ernst I van Saksen-Coburg en Gotha (1784-1844)  | Ernst I van Saksen-Coburg en Gotha (1784-1844) | Ernst I van Saksen-Coburg en Gotha (1784-1844) | Ernst I van Saksen-Coburg en Gotha (1784-1844) | Ernst I van Saksen-Coburg en Gotha (1784-1844) | Louise van Saksen-Gotha-Altenburg (1800-1831) | Louise van Saksen-Gotha-Altenburg (1800-1831) | Louise van Saksen-Gotha-Altenburg (1800-1831) | Louise van Saksen-Gotha-Altenburg (1800-1831) | Louise van Saksen-Gotha-Altenburg (1800-1831) | Louise van Saksen-Gotha-Altenburg (1800-1831) |                                              |                                              | Eduard August van Kent (1767-1820)           | Eduard August van Kent (1767-1820)           | Eduard August van Kent (1767-1820)               | Eduard August van Kent (1767-1820)               | Eduard August van Kent (1767-1820)               | Eduard August van Kent (1767-1820)               | Victoire van Saksen-Coburg-Saalfeld ((1786-1861) | Victoire van Saksen-Coburg-Saalfeld ((1786-1861) | Victoire van Saksen-Coburg-Saalfeld ((1786-1861) | Victoire van Saksen-Coburg-Saalfeld ((1786-1861) | Victoire van Saksen-Coburg-Saalfeld ((1786-1861) | Victoire van Saksen-Coburg-Saalfeld ((1786-1861) |  |  |  |  |  |  |  |  |  |  |  |  |  |  |  |  |  |  |  |  |  |  |  |  |  |  |  |  |  |  |  |  |  |  |  |  |  |  |  |  |  |  |  |  |  |  |  |  |
|                                                 |                                                 |                                                 |                                                 |                                                 |                                                 |                                        |                                        |                                            |                                            |                                              |                                              |                                              |                                              |                                              |                                              |                                        |                                        |                                        |                                        |                                                  |                                                  |                                                  |                                                  |                                                  |                                                  |                                                 |                                                 |                                                 |                                                 |                                                |                                                |                                                |                                                |                                               |                                               |                                               |                                               |                                               |                                               |                                              |                                              |                                              |                                              |                                                  |                                                  |                                                  |                                                  |                                                  |                                                  |                                                  |                                                  |                                                  |                                                  |  |  |  |  |  |  |  |  |  |  |  |  |  |  |  |  |  |  |  |  |  |  |  |  |  |  |  |  |  |  |  |  |  |  |  |  |  |  |  |  |  |  |  |  |  |  |  |  |
|                                                 |                                                 |                                                 |                                                 | Karel van Hessen-Darmstadt (1809-1877)          | Karel van Hessen-Darmstadt (1809-1877)          | Karel van Hessen-Darmstadt (1809-1877) | Karel van Hessen-Darmstadt (1809-1877) | Karel van Hessen-Darmstadt (1809-1877)     | Karel van Hessen-Darmstadt (1809-1877)     |                                              |                                              |                                              |                                              |                                              |                                              | Elisabeth van Pruisen (1815-1885)      | Elisabeth van Pruisen (1815-1885)      | Elisabeth van Pruisen (1815-1885)      | Elisabeth van Pruisen (1815-1885)      | Elisabeth van Pruisen (1815-1885)                | Elisabeth van Pruisen (1815-1885)                |                                                  |                                                  |                                                  |                                                  |                                                 |                                                 |                                                 |                                                 |                                                |                                                | Albert van Saksen-Coburg en Gotha (1819-1861)  | Albert van Saksen-Coburg en Gotha (1819-1861)  | Albert van Saksen-Coburg en Gotha (1819-1861) | Albert van Saksen-Coburg en Gotha (1819-1861) | Albert van Saksen-Coburg en Gotha (1819-1861) | Albert van Saksen-Coburg en Gotha (1819-1861) |                                               |                                               |                                              |                                              |                                              |                                              | Victoria van het Verenigd Koninkrijk (1819-1901) | Victoria van het Verenigd Koninkrijk (1819-1901) | Victoria van het Verenigd Koninkrijk (1819-1901) | Victoria van het Verenigd Koninkrijk (1819-1901) | Victoria van het Verenigd Koninkrijk (1819-1901) | Victoria van het Verenigd Koninkrijk (1819-1901) |                                                  |                                                  |                                                  |                                                  |  |  |  |  |  |  |  |  |  |  |  |  |  |  |  |  |  |  |  |  |  |  |  |  |  |  |  |  |  |  |  |  |  |  |  |  |  |  |  |  |  |  |  |  |  |  |  |  |
|                                                 |                                                 |                                                 |                                                 | Karel van Hessen-Darmstadt (1809-1877)          | Karel van Hessen-Darmstadt (1809-1877)          | Karel van Hessen-Darmstadt (1809-1877) | Karel van Hessen-Darmstadt (1809-1877) | Karel van Hessen-Darmstadt (1809-1877)     | Karel van Hessen-Darmstadt (1809-1877)     |                                              |                                              |                                              |                                              |                                              |                                              | Elisabeth van Pruisen (1815-1885)      | Elisabeth van Pruisen (1815-1885)      | Elisabeth van Pruisen (1815-1885)      | Elisabeth van Pruisen (1815-1885)      | Elisabeth van Pruisen (1815-1885)                | Elisabeth van Pruisen (1815-1885)                |                                                  |                                                  |                                                  |                                                  |                                                 |                                                 |                                                 |                                                 |                                                |                                                | Albert van Saksen-Coburg en Gotha (1819-1861)  | Albert van Saksen-Coburg en Gotha (1819-1861)  | Albert van Saksen-Coburg en Gotha (1819-1861) | Albert van Saksen-Coburg en Gotha (1819-1861) | Albert van Saksen-Coburg en Gotha (1819-1861) | Albert van Saksen-Coburg en Gotha (1819-1861) |                                               |                                               |                                              |                                              |                                              |                                              | Victoria van het Verenigd Koninkrijk (1819-1901) | Victoria van het Verenigd Koninkrijk (1819-1901) | Victoria van het Verenigd Koninkrijk (1819-1901) | Victoria van het Verenigd Koninkrijk (1819-1901) | Victoria van het Verenigd Koninkrijk (1819-1901) | Victoria van het Verenigd Koninkrijk (1819-1901) |                                                  |                                                  |                                                  |                                                  |  |  |  |  |  |  |  |  |  |  |  |  |  |  |  |  |  |  |  |  |  |  |  |  |  |  |  |  |  |  |  |  |  |  |  |  |  |  |  |  |  |  |  |  |  |  |  |  |
|                                                 |                                                 |                                                 |                                                 |                                                 |                                                 |                                        |                                        |                                            |                                            | Lodewijk IV van Hessen-Darmstadt (1837-1892) | Lodewijk IV van Hessen-Darmstadt (1837-1892) | Lodewijk IV van Hessen-Darmstadt (1837-1892) | Lodewijk IV van Hessen-Darmstadt (1837-1892) | Lodewijk IV van Hessen-Darmstadt (1837-1892) | Lodewijk IV van Hessen-Darmstadt (1837-1892) |                                        |                                        |                                        |                                        |                                                  |                                                  |                                                  |                                                  |                                                  |                                                  |                                                 |                                                 |                                                 |                                                 |                                                |                                                |                                                |                                                |                                               |                                               |                                               |                                               | Alice van Saksen-Coburg en Gotha (1843-1878)  | Alice van Saksen-Coburg en Gotha (1843-1878)  | Alice van Saksen-Coburg en Gotha (1843-1878) | Alice van Saksen-Coburg en Gotha (1843-1878) | Alice van Saksen-Coburg en Gotha (1843-1878) | Alice van Saksen-Coburg en Gotha (1843-1878) |                                                  |                                                  |                                                  |                                                  |                                                  |                                                  |                                                  |                                                  |                                                  |                                                  |  |  |  |  |  |  |  |  |  |  |  |  |  |  |  |  |  |  |  |  |  |  |  |  |  |  |  |  |  |  |  |  |  |  |  |  |  |  |  |  |  |  |  |  |  |  |  |  |
|                                                 |                                                 |                                                 |                                                 |                                                 |                                                 |                                        |                                        |                                            |                                            | Lodewijk IV van Hessen-Darmstadt (1837-1892) | Lodewijk IV van Hessen-Darmstadt (1837-1892) | Lodewijk IV van Hessen-Darmstadt (1837-1892) | Lodewijk IV van Hessen-Darmstadt (1837-1892) | Lodewijk IV van Hessen-Darmstadt (1837-1892) | Lodewijk IV van Hessen-Darmstadt (1837-1892) |                                        |                                        |                                        |                                        |                                                  |                                                  |                                                  |                                                  |                                                  |                                                  |                                                 |                                                 |                                                 |                                                 |                                                |                                                |                                                |                                                |                                               |                                               |                                               |                                               | Alice van Saksen-Coburg en Gotha (1843-1878)  | Alice van Saksen-Coburg en Gotha (1843-1878)  | Alice van Saksen-Coburg en Gotha (1843-1878) | Alice van Saksen-Coburg en Gotha (1843-1878) | Alice van Saksen-Coburg en Gotha (1843-1878) | Alice van Saksen-Coburg en Gotha (1843-1878) |                                                  |                                                  |                                                  |                                                  |                                                  |                                                  |                                                  |                                                  |                                                  |                                                  |  |  |  |  |  |  |  |  |  |  |  |  |  |  |  |  |  |  |  |  |  |  |  |  |  |  |  |  |  |  |  |  |  |  |  |  |  |  |  |  |  |  |  |  |  |  |  |  |
|                                                 |                                                 |                                                 |                                                 |                                                 |                                                 |                                        |                                        |                                            |                                            |                                              |                                              |                                              |                                              |                                              |                                              |                                        |                                        |                                        |                                        |                                                  |                                                  |                                                  |                                                  |                                                  |                                                  |                                                 |                                                 |                                                 |                                                 |                                                |                                                |                                                |                                                |                                               |                                               |                                               |                                               |                                               |                                               |                                              |                                              |                                              |                                              |                                                  |                                                  |                                                  |                                                  |                                                  |                                                  |                                                  |                                                  |                                                  |                                                  |  |  |  |  |  |  |  |  |  |  |  |  |  |  |  |  |  |  |  |  |  |  |  |  |  |  |  |  |  |  |  |  |  |  |  |  |  |  |  |  |  |  |  |  |  |  |  |  |
|                                                 |                                                 |                                                 |                                                 |                                                 |                                                 |                                        |                                        |                                            |                                            |                                              |                                              |                                              |                                              |                                              |                                              |                                        |                                        |                                        |                                        |                                                  |                                                  |                                                  |                                                  |                                                  |                                                  |                                                 |                                                 |                                                 |                                                 |                                                |                                                |                                                |                                                |                                               |                                               |                                               |                                               |                                               |                                               |                                              |                                              |                                              |                                              |                                                  |                                                  |                                                  |                                                  |                                                  |                                                  |                                                  |                                                  |                                                  |                                                  |  |  |  |  |  |  |  |  |  |  |  |  |  |  |  |  |  |  |  |  |  |  |  |  |  |  |  |  |  |  |  |  |  |  |  |  |  |  |  |  |  |  |  |  |  |  |  |  |
| Victoria Maria van Hessen-Darmstadt (1863–1950) | Victoria Maria van Hessen-Darmstadt (1863–1950) | Victoria Maria van Hessen-Darmstadt (1863–1950) | Victoria Maria van Hessen-Darmstadt (1863–1950) | Victoria Maria van Hessen-Darmstadt (1863–1950) | Victoria Maria van Hessen-Darmstadt (1863–1950) |                                        |                                        | Elisabeth van Hessen-Darmstadt (1864-1918) | Elisabeth van Hessen-Darmstadt (1864-1918) | Elisabeth van Hessen-Darmstadt (1864-1918)   | Elisabeth van Hessen-Darmstadt (1864-1918)   | Elisabeth van Hessen-Darmstadt (1864-1918)   | Elisabeth van Hessen-Darmstadt (1864-1918)   |                                              |                                              | Irene van Hessen-Darmstadt (1866–1953) | Irene van Hessen-Darmstadt (1866–1953) | Irene van Hessen-Darmstadt (1866–1953) | Irene van Hessen-Darmstadt (1866–1953) | Irene van Hessen-Darmstadt (1866–1953)           | Irene van Hessen-Darmstadt (1866–1953)           |                                                  |                                                  | Ernst Lodewijk van Hessen-Darmstadt (1868-1937)  | Ernst Lodewijk van Hessen-Darmstadt (1868-1937)  | Ernst Lodewijk van Hessen-Darmstadt (1868-1937) | Ernst Lodewijk van Hessen-Darmstadt (1868-1937) | Ernst Lodewijk van Hessen-Darmstadt (1868-1937) | Ernst Lodewijk van Hessen-Darmstadt (1868-1937) |                                                |                                                | Frederik van Hessen-Darmstadt (1870-1873)      | Frederik van Hessen-Darmstadt (1870-1873)      | Frederik van Hessen-Darmstadt (1870-1873)     | Frederik van Hessen-Darmstadt (1870-1873)     | Frederik van Hessen-Darmstadt (1870-1873)     | Frederik van Hessen-Darmstadt (1870-1873)     |                                               |                                               | Alix van Hessen-Darmstadt (1872-1918)        | Alix van Hessen-Darmstadt (1872-1918)        | Alix van Hessen-Darmstadt (1872-1918)        | Alix van Hessen-Darmstadt (1872-1918)        | Alix van Hessen-Darmstadt (1872-1918)            | Alix van Hessen-Darmstadt (1872-1918)            |                                                  |                                                  | Marie van Hessen-Darmstadt (1874-1878)           | Marie van Hessen-Darmstadt (1874-1878)           | Marie van Hessen-Darmstadt (1874-1878)           | Marie van Hessen-Darmstadt (1874-1878)           | Marie van Hessen-Darmstadt (1874-1878)           | Marie van Hessen-Darmstadt (1874-1878)           |  |  |  |  |  |  |  |  |  |  |  |  |  |  |  |  |  |  |  |  |  |  |  |  |  |  |  |  |  |  |  |  |  |  |  |  |  |  |  |  |  |  |  |  |  |  |  |  |